# Камчатка
Камчатка е полуостров, разположен в крайната североизточна част на Русия. Простира се от север-североизток на юг-югозапад на протежение от 1200 km, ширина – до 450 km, площ – 270 хил. km2. Чрез тесния (до 100 km) провлак Параполски дол се съединява с континента.

## Историческа справка
Първото проникване на руските казаци на територията на Камчатския край е извършено през 1697 – 1699 г. от руския първопроходец Владимир Атласов, който дава първите сведения за природата и населението на Камчатка. От 1737 до 1741 г. руският учен натуралист Степан Крашенинников извършва десетократно пресичане на полуострова в различни направления и извършва първото комплексно научно изследване на природата и населението на региона. През 1740 г. е основано пристанище, което от 1822 г. официално става град под името Петропавловски Порт, преименуван през 1924 г. на Петропавловск Камчатски.

## Географска характеристика

### Географско положение, граници, големина
На запад се мие от водите на Охотско море, а на изток – Тихия океан и Берингово море. Източното крайбрежие е значително разчленено, като образува големи заливи (Авачински, Кроноцки, Камчатски, Езерен, Карагински, Корф, Олюторски и др.) и дълбоко вдадени в морето скалисти полуострови (Шипунски, Кроноцки, Камчатски, Езерен и др.). Западното крайбрежие е много слабо разчленено, почти праволинейно с изключение на големия Пенжински завив (Петжинска губа) на север.

### Релеф
Западната част на полуостров Камчатка е заета от Западнокамчатската низина, постепенно преминаваща на изток и север в наклонена равнина. По оста на полуострова (северно от река Плотникова) е разположен Средищният хребет (вулканът Ичинска Сопка, 3621 m), простиращ се на север до т.нар. Параполски дол. Източно от него е разположена дългата и тясна (от 5 – 10 km на юг до 80 km на север) Централнокамчатска низина. Нейната повърхност се характеризира с ниски и плоски възвишения (ували), издигащи се на 100 – 200 m над морското равнище. По нея от юг на север тече река Камчатка с левия си приток Еловка, а на юг – река Бистрая (от басейна на Охотско море). В пределите на тази низина се извисяват вулканите от Ключевската група. Сред тях е един от най-високите вулкани в света – Ключевска сопка (4688 m). Това е най-високата точка на Камчатския край. Северно от тази група е разположен действащият вулкан Шивелуч (3307 m). От изток Централнокамчатската низина е ограничена от стръмните склонове на т.нар. Източен хребет, представляващ сложна система от отделни хребети: Ганалски (до 2277 m), Валагински (до 1794 m), Тумрок (до 2485 m) и Кумроч (до 2346 m). Между нос Лопатка (най-южната точка на Камчатка) и Камчатския залив е разположено Източното вулканично плато (височина 600 – 1000 m) с извисяващите се над него конуси на изгаснали и действащи вулкани: Кроноцка сопка (3521 m), Корякска сопка (3456 m), Авачинска сопка (2741 m), Мутновска сопка (2322 m) и др. На полуостров Камчатка има над 160 вулкана, като 28 от тях са действащи, многочислени минерални и термални източници, кални вулкани и кипящи езера.
Северно от полуострова, в континенталната част на Камчатски край релефът е преобладаващо планински. На изток се простира обширната Корякска планинска земя. Тя се състои от редица заоблени хребети, ридове и възвишения, като само отделни по-високи части (над 1700 m) имат алпийски характер. Най-високата точка е връх Ледена (2453 m). На северозапад, в пределите на Камчатски край попада източната част на Колимската планинска земя, включваща редица силно разчленени ридове с височина до 1500 m. Между двете планински земи от югозапад на североизток се простира Пенжинският хребет (до 1059 m), от двете страни на който са разположени Пенжинската низина на северозапад и низината Параполски дол на югоизток. Те са силно заблатени и осеяни с множество малки езера.

### Климат
Климатът в Камчатски край е твърде разнообразен. На полуостров Камчатка е мусонен, като на запад е по-суров а на изток е по-мек. В южните части е морски, в централните – умереноконтинентален, а на север, в Корякската планинска земя – субарктичен. Средните февруарски температури на запад са -15°C, на изток -11°C, в централните части -16°C, а на север от -24°C до -26°C. Средните августовски температури се както следва – 12°C, 12,5°C, 16°C, 10 – 14°C. Годишното количество на валежите се колебае от 1000 mm на изток, през 600 mm на запад до едва 300 mm на север.

### Води
Речната мрежа на Камчатския край е представена от над 140 хил. реки и потоци с обща дължина близо 360 хил. km и принадлежи към три водосборни басейна – на Охотско море, на Берингово море и директно на Тихия океан. Най-големите камчатски реки са: Пенжина с притоците си Белая и Оклан, Камчатка, Таловка, Тигил, Апука, Вивенка, Пахача, Хайрюзова, Болшая и др. Подхранването на камчатските реки е смесено с преобладаване на подземното (55 – 60%), а отделни реки и до 90%. По особеността на водния режим се поделят на реки с пролетно-лятно пълноводие, с пролетно-лятно пълноводие и епизодични летни прииждания и пролетно пълноводие и пролетни прииждания. Камчатските реки замръзват предимно през ноември, а се размразяват в края на април или началото на май.
В Камчатски край има над 100 хил. езера с обща площ окол 4 хил. km2. Най-голямо разпространение имат езерата, свързани с вулканската дейност – калдерни, кратерни, лавови и др. По долините на реките има множество крайречни езера, а по крайбрежието – лагунни езера. Най-големите езера в Камчатски край са: Нерпиче, Кроноцко, Курилско, Ажабаче, Болшое. Блатата заемат 5,43% от територията на края – 25 233 km2. По най-високите части на камчатските планини има съвременни ледници с обща площ 866 km2, като там се намира ледникът Ерман – най-големият планински ледник в Русия.

### Почви, растителност
В почвената покривка преобладават богатите на питателни минерални вещества ливадно-подзолисти почви. В Централно камчатската низина те се развиват под гори от смърч, лиственица и някои широколистни видове. В периферните, по-високи части на низината са развити ливадните почви под гори от различни видове брезови гори. В Западнокамчатската низина най-широко разпространени са торфено-блатните почви. Като цяло всички почви на полуостров Камчатка имат премеси от вулканска пепел. Най-плодородни са тъмноцветните ливадни и алувиални почви, разпространени по долината на река Камчатка. На север, в района на Параполски дол растителността е представена като мъхова тундра, а още по̀ на север са разпространени тундровите и торфено-блатните почви. Останалите райони на Камчатка се отличават с изключително богата растителност. В централните части са разпространени иглолистни гори от даурска лиственица и аянски смърч. По долините на реките – гори от топола, ива и елша и обширни ливади и пасища.

### Животински свят
Животинският свят в Камчатски край е беден във видово разнообразие, но много богат по количество, като присъстват собол, лисица, мечка, вълк, росомаха, видра, хермелин, бял заек, песец, белка, ондатра, американска норка, снежен овен, див северен елен. По крайбрежието тюлен, морска крава, морска видра, патици, гъски, лебеди, чайки и др.

## Други
На Камчатка е наречена улица в квартал „Гърдова глава“ в София (Карта).